# Matthias Höhn

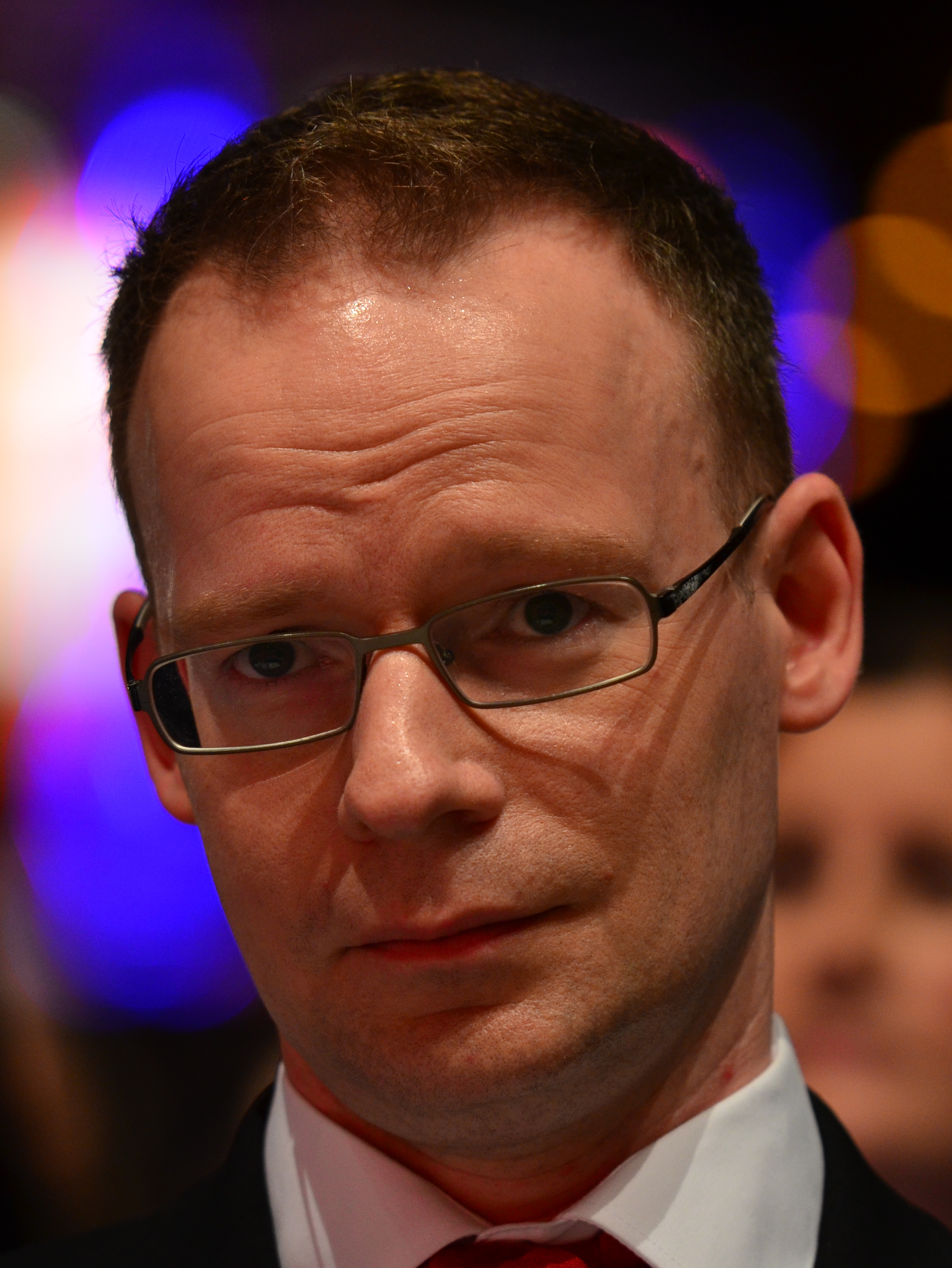
Matthias Höhn auf dem 4. Parteitag der Linken am 10. Mai 2014 in Berlin

Matthias Höhn (* 19. August 1975 in Stolberg (Harz)) ist ein deutscher Politiker (Die Linke). Er war von 2002 bis 2017 Mitglied des Landtages von Sachsen-Anhalt und war von 2017 bis 2021 Mitglied des Deutschen Bundestages. Von Juni 2012 bis November 2017 war er Bundesgeschäftsführer der Partei Die Linke. 

## Leben und Beruf
Matthias Höhn wurde zwar in Stolberg im Harz geboren, wuchs aber ab 1977 in Sangerhausen auf, wo er auch seine ganze Schullaufbahn absolvierte. 1982 wurde er in die Polytechnische Oberschule (POS) „Bernhard Koenen“ eingeschult. Von 1984 bis 1991 besuchte er dann die POS „Juri Gagarin“ und von 1991 bis 1994 das Staatliche Gymnasium „Geschwister Scholl“, welches er mit dem Abitur verließ.
Er absolvierte 1994/95 seinen Wehrdienst. Es folgte von 1995 bis 2003 ein Studium der Publizistik- und Kommunikationswissenschaften und der Slawischen Philologie an der Freien Universität Berlin ohne Abschluss.
Höhn lebt in einer eingetragenen Lebenspartnerschaft.

## Politik

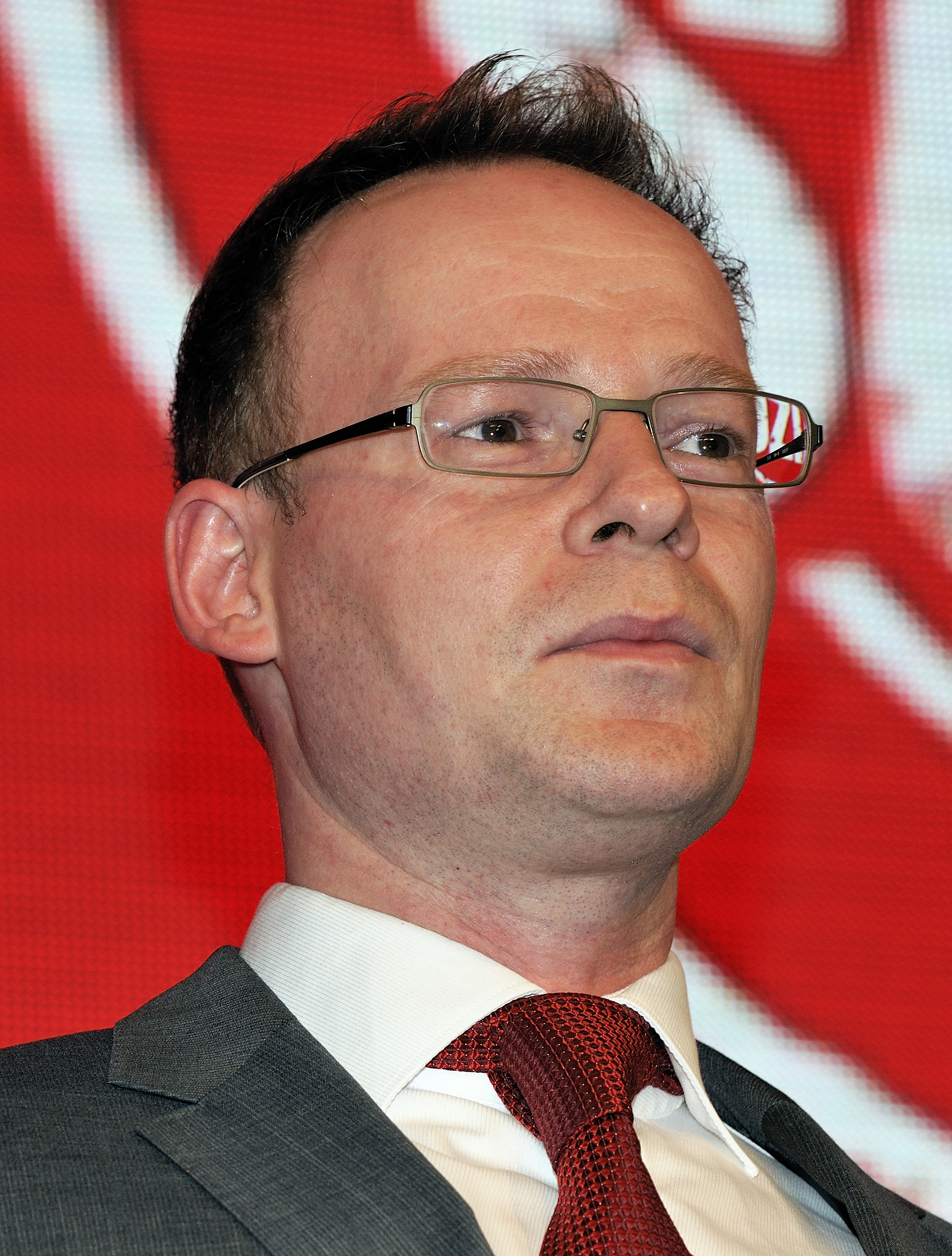
Matthias Höhn bei der Wahlparty der Linken zur Bundestagswahl 2013.

Höhn trat 1992 in die PDS ein. Von 1995 bis 2000 wurde er als Mitglied des Kreisvorstandes der PDS Sangerhausen aktiv. 1999 wurde er in den Landesvorstand von Sachsen-Anhalt gewählt und arbeitete 2003/04 als Chefredakteur bei klartext, einem Magazin der PDS Sachsen-Anhalt. 2003 wurde er zudem stellvertretender Landesvorsitzender und zwei Jahre später Vorsitzender der PDS Sachsen-Anhalt. Seit 2007 sitzt er im Parteivorstand der Partei Die Linke und war bis 2012 Landesvorsitzender der neuen Linken in Sachsen-Anhalt. 2010 wurde er erstmals in den Geschäftsführenden Parteivorstand gewählt. Höhn ist zudem Mitglied der Redaktionskommission des Parteivorstandes und damit mitverantwortlich für die Überarbeitung des vorgelegten Programmentwurfes.
Er saß von der Landtagswahl 2002 bis Ende Oktober 2017 für die Partei (4. Wahlperiode) im Landtag von Sachsen-Anhalt. Höhn wurde über die Landesliste gewähltes Mitglied im Landesparlament. Er saß für seine Fraktion im Ausschuss für Bildung, Wissenschaft und Kultur. Zudem war er Bildungspolitischer Sprecher seiner Landtagsfraktion.
Bundespolitisch zeigte er erstmals bereits 2002 Ambitionen, als er gemeinsam mit Dietmar Bartsch unter anderem auf dem Bundesparteitag der PDS nach der Niederlage bei der Bundestagswahl für einen neuen Vorstand kandidieren wollte. Dieser Versuch scheiterte.
Höhn zählt zu den Reformern bzw. Pragmatikern in seiner Partei. So kam es 2006 zu teils heftigen und öffentlichen Auseinandersetzungen zwischen Matthias Höhn und Wulf Gallert (Fraktionsvorsitzender der Linken in Sachsen-Anhalt) auf der einen und Oskar Lafontaine auf der anderen Seite über den Kurs der neuen Partei Die Linke. Lafontaine warf dem Landesverband Sachsen-Anhalt eine Abkehr von linken Prinzipien und neoliberale Politik vor. Auslöser war ein von Höhns Vorstand vorgelegter Leitantrag zur Programmdebatte. Lafontaine, der selbst zur Entscheidung über diesen Leitantrag nach Sachsen-Anhalt angereist war, konnte sich mit seiner Meinung nicht durchsetzen. Der Landesparteitag folgte dem Antrag Höhns mit über 80 Prozent.
Während des Führungswechsels bei den Linken 2010 äußerte Höhn massive Kritik am Vorgehen von Gregor Gysi, dem Vorsitzenden der Bundestagsfraktion, und nahm den Bundesgeschäftsführer Dietmar Bartsch deutlich in Schutz. Während einer Führungskrise im April 2011 soll Höhn zwischen den Konfliktparteien vermittelt haben, um ein Auseinanderbrechen des Vorstandes um Klaus Ernst und Gesine Lötzsch zu verhindern.
Den im März 2010 vorgelegten Entwurf für ein Grundsatzprogramm der Partei Die Linke verwarf er in weiten Teilen. Anschließend arbeitete er jedoch als Mitglied der Redaktionskommission des Parteivorstandes maßgeblich an der Überarbeitung dieses Entwurfes mit.
Matthias Höhn ist Mitglied im Forum Demokratischer Sozialismus, einer parteiinternen Strömung, in der sich maßgebliche Vertreter des Reformerlagers versammelt haben. 
Bei der Bundestagswahl 2017 zog er über die Liste in den Bundestag ein. Höhn war Vorsitzender und Obmann des Unterausschusses Abrüstung, Rüstungskontrolle und Nichtverbreitung. Er war Mitglied im Verteidigungsausschuss und stellvertretendes Mitglied im Ausschuss für die Angelegenheiten der Europäischen Union, sowie Mitglied im 1. Untersuchungsausschuss des Verteidigungsausschusses der 19. Wahlperiode des Deutschen Bundestages. Im November 2017 trat er als Geschäftsführer der Linken zurück und schied damit auch aus dem Parteivorstand aus. Mutmaßlicher Grund für seinen Rücktritt waren Differenzen mit den Parteivorsitzenden Katja Kipping und Bernd Riexinger. Seit 2018 war er Ostbeauftrager der Linksfraktion im Bundestag.
Höhn, sicherheitspolitischer Sprecher der Linksfraktion, stellte 2021 in seiner Bundestagsfraktion ein Papier zur Diskussion, das ein neues außen- und sicherheitspolitisches Programm der Linken skizzieren sollte.
Zur Bundestagswahl 2021 trat Matthias Höhn auf Platz 4 der Landesliste Sachsen-Anhalt der Partei Die Linke sowie als Direktkandidat im Wahlkreis Altmark an, wurde jedoch nicht gewählt.